# 亀甲

亀の骨格

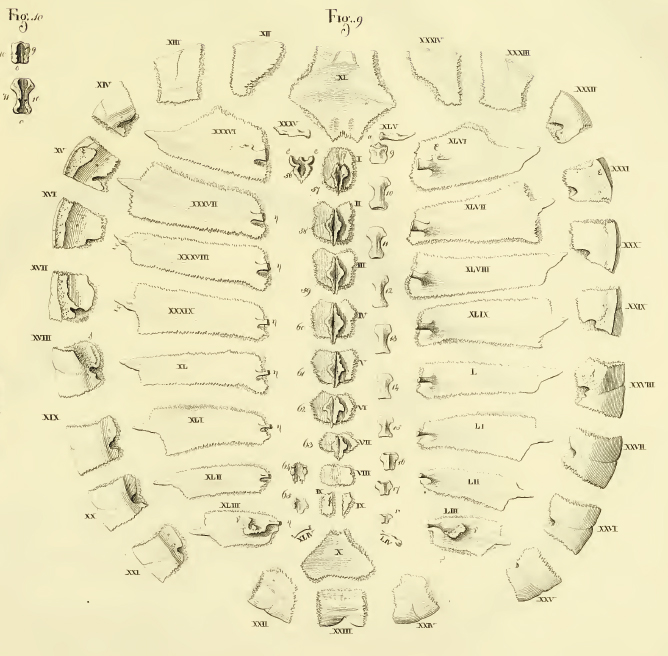
背甲の裏側。肋骨などが変化した部分を分解したもの。

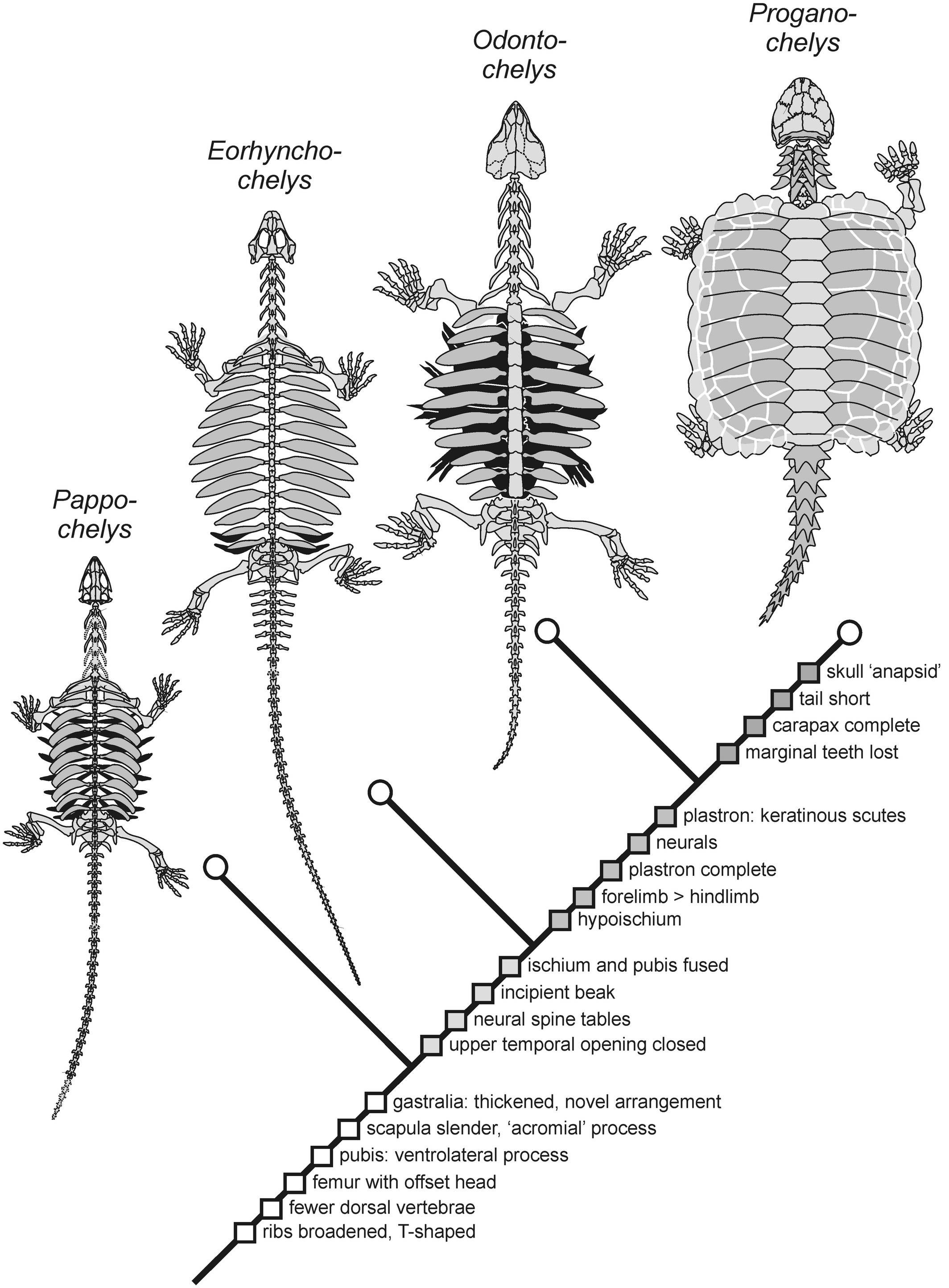
甲羅の進化

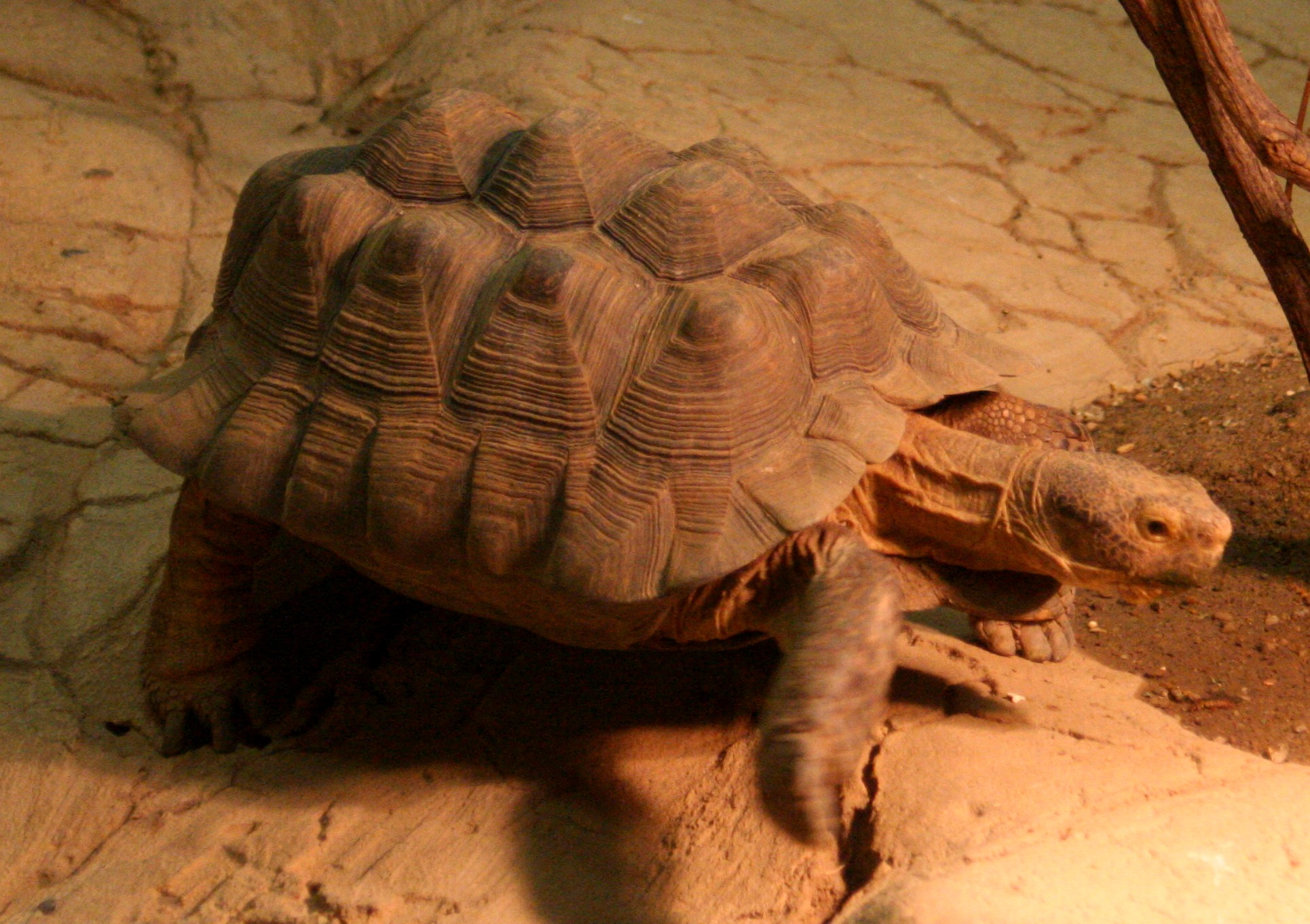
代謝性骨疾患によってピラミッド状の甲板になったアナホリゴファーガメ

亀甲（きっこう、きこう、かめのこう）、または亀の甲（英: Turtle shell）はカメ目の動物の甲羅で、肋骨から進化した特殊な骨と軟骨からなり、カメの体を保護する外殻である。古くはいくつかの用途に利用された。
なお、亀の甲の解剖学的解説についてはカメ#甲羅、進化史についてはカメ#進化を参照されたい。

## 病気
シェルロット（Shell rot）
不適切な飼育などによって、甲羅が腐った状態
代謝性骨疾患
栄養失調で甲羅がピラミッド状に形成される。

## 用途

### 刻字
清の光緒年間、金石学者の王懿栄が亀甲に古文字があることを偶然発見した。後にこれが甲骨文字と呼ばれるようになった

### 占卜
亀甲は中国の伝統的な占いである亀卜（きぼく、別名:甲卜）の道具である。古代、亀甲の上部に穴をあけて熱したものを入れ、生成される亀裂《きれつ》を見て吉凶を計った。

### 薬用
亀の腹甲は漢方薬で龜板と呼ばれる。腹甲からは亀苓膏が作られる。

### 装飾品
タイマイのような一部の品種の亀の甲は鼈甲（べっこう）として装飾品として加工されてきた。

## 「キッコウ」を冠する生物
「キッコウ」（亀甲）を冠する生物名（和名）は、以下のようなものがある。 亀甲の形、もしくは紋様に見立てられる。
- キッコウカンザン Pleioblastus hindsii f. kiko - イネ科タケ亜科メダケ属カンザンチクの一品種。桿の基部で節間が亀甲状になるため。
- キッコウグサ Dictyosphaeria cavernosa - アオサ藻綱シオグサ目バロニア科に属する藻類。
- キッコウゴケ Diploschistes actinostomus - 子嚢菌門チャシブゴケ綱オストロパ目キッコウゴケ科キッコウゴケ属に属する地衣類。同属にウスグロキッコウゴケ Diploschistes aeneus などがある。
- キッコウソウ Pyrola japonica - ツツジ科イチヤクソウ属の多年草、イチヤクソウの別名。
- キッコウダカラ Mauritia maculifera - タカラガイ科タカラガイ属の巻貝の一種。
- キッコウダコ Alocasia cuprea - サトイモ科クワズイモ属に属する植物。
- キッコウツゲ Ilex crenata var. nummularia - モチノキ科モチノキ属の常緑低木イヌツゲの変種。
- キッコウハグマ Ainsliaea apiculata - キク科モミジハグマ属の多年草。葉が五角形で、これを亀甲に見立てた[5]。
- キッコウヒイラギ Osmanthus heterophyllus f. subangustatus - モクセイ科モクセイ属ヒイラギの園芸品種。
- キッコウモンケシカミキリ Exocentrus tetsudineus - 鞘翅目カミキリムシ科フトカミキリ亜科に属するカミキリムシの一種。上翅に白色毛による亀甲紋がある。種小名 tetsudineus もカメに由来する。
- キッコウリュウ Dioscorea elephantipes - ヤマノイモ科ヤマノイモ属に属する植物。